# 할라 아얄라
할라 소피아 아얄라(Hala Sophia Ayala, 1973년 4월 23일 ~ )는 미국의 정치인이다.

## 학력
- 피닉스 대학교 전문학사

## 경력
- 2018.01 ~ 2022.01 제160·161대 버지니아주 제51선거구 하원의원

## 역대 선거 결과
| 선거명      | 직책명                         | 대수  | 정당   | 득표율 | 득표수      | 결과 | 당락                 |
| ----------- | ------------------------------ | ----- | ------ | ------ | ----------- | ---- | -------------------- |
| 2017년 선거 | 하원의원 (버지니아 제51선거구) | 160대 | 민주당 | 52.98% | 15,244표    | 1위  | 버지니아 주의원 당선 |
| 2019년 선거 | 하원의원 (버지니아 제51선거구) | 161대 | 민주당 | 54.58% | 15,508표    | 1위  | 버지니아 주의원 당선 |
| 2021년 선거 | 버지니아 부지사                | 42대  | 민주당 | 49.18% | 1,608,691표 | 2위  | 낙선                 |

## 참고 자료
- 위키미디어 공용에 할라 아얄라 관련 미디어 분류가 있습니다.